# Ростовцев Олексій Іванович
Олексій Ростовцев(повне ім'я Ростовцев Олексій Іванович, рос. Ростовцев Алексей Иванович , бл. 1690 — після січня 1746) — російський графік першої половини 18 ст.

## Передмова
Російські художники та російські графіки кінця 17-початку 18 ст. посідали найнижні ділянки в соціальній ієрархії і ще не мали ні престижу, ні поваги в суспільстві, як і більшість ремісників феодальної доби. Ніхто не називав їх і за ім'ям та по батькові, що було тоді привілеєм лише царя та бояр. В Московії цього періоду, що мала власні темпи розвитку культури, запізнілі в порівнянні з країнами Європи, ще не існувало ні розвиненої історичної науки, ні історії мистецтв. Тому у більшості митців доби не було історіографів, не збережені — роки народження, свідоцтва про навчання, дати чи причини смерті, нема і досить повних переліків творів.
Дослідники (серед яких і Овсянніков Юрій Максиміліанович) дійшли висновку, що для царя Петра І та його оточення більшість митців-росіян була як інструменти, а не живі істоти. Зберігався і розрив ставлення до іноземців чи до митців-росіян, стан яких був як у учнів чи підлеглих та слуг. Фахівці-іноземці були у більш привілейованому стані, мали більшу платню, не були закріпачені, досить вільно покидали Московію тощо. Поет Олександр Пушкін, по вивченні документів доби Петра І в архівах, зауважив: « …Всі стани, скуті без винятку, були урівнені перед його (царя Петра І) дубиною».
Стан гравера Олексія Росовцева нічим не відрізнявся від стану ремісників чи слуг, підлеглих і живих інструментів. Всі факти його життєпису видобуті з небагатьох архівних записів і носять уривчастий, утилітарний характер. Це не повноцінний життєпис, а лише канва біографії.

## Канва біографії
- Рік народження та місце народження невідомі. За рік народження беруть 1690.
- Навчання проходив в майстерні В. О. Кипріанова в Москві. До цього періоду належить аркуш «Брюсов Календар», виконаний разом із Кипріановим.
- Гравюрним центром Московії спочатку була Збройова палата в Москві, а згодом — з 1711 року — Санкт-Петербурзька друкарня, котра окрім друкарні мала також гравюрний клас з учнями. З 1711 року Ростовцева викликали в Петербург, де він почав працювати в Санкт-Петербурзькій друкарні. Відомі гравюри Ростовцева петербурзького періоду, використані як ілюстрації до книг (А. М. Мале, «Книга Марсова»). Є відомості, що був знайомим з архітектором Доменіко Трезіні і разом із Олексієм Зубовим гравіював плани і фасади споруд архітектора. Серед них — аркуш «Олександро-Невський монастир» 1716 р., тоді, коли самого монастиря ще не було, а були готові лише його план і архітектурна модель. За наказом царя гравери Зубов і Ростовцев подали в гравюрі споруду як вже вибудовану, використавши лише архітектурну модель[1]
- Два роки (1728–1729) мав нерегулярні замови від Граверної майстерні Академії наук. Майстер покинув Петербург і перебрався в Москву.
- 1744 року старого майстра викликали в Академію наук, де гравюрна майстерня готувала офорти для коронаційного альбому імператриці Єлизавети Петрівни. Але старий не впорався з завданням і був відсторонений як непринадний[2]…
- За припущеннями помер після січня 1746 р[2]….

## Галерея гравюр

Гравер Олексій Ростовцев. « Первісний палац в Петергофі», 1716 р.
Гравер Олексій Ростовцев. «Колишня Троїцька площа. Гостиний двір», 1716 р.
Гравер Олексій Ростовцев. « Меншиковський палац » в Петербурзі, 1716 р.